# Geria ablunaris
Geria ablunaris är en fjärilsart som beskrevs av Achille Guenée 1852. Geria ablunaris ingår i släktet Geria och familjen nattflyn. Inga underarter finns listade i Catalogue of Life.